# وادي بن علي
وادي بن علي هو أحد الوديان الوسطى التابعة لمديرية شبام في محافظة حضرموت في اليمن.